# Prochromadora trisupplementa
Prochromadora trisupplementa är en rundmaskart som beskrevs av Murphy 1963. Prochromadora trisupplementa ingår i släktet Prochromadora och familjen Chromadoridae. Inga underarter finns listade i Catalogue of Life.